# Ормара
Ormara (белуджі, урду اورماڑا) - місто в районі Гвадар в провінції Белуджистан Пакистану . Це портове місто (25 ° 16 '29N 64 ° 35' 10E), розташоване в прибережному регіоні Макран . Він розташований у 360 км на захід від Карачі та 230 км на схід від Гвадара на Аравійському морі. Цей порт також згадується в Періплі Еритрейського моря  як Орея.
Це місто відоме своєю риболовлею, а також прекрасними пляжами, які його оточують.